# 프라트레스 아르발레스

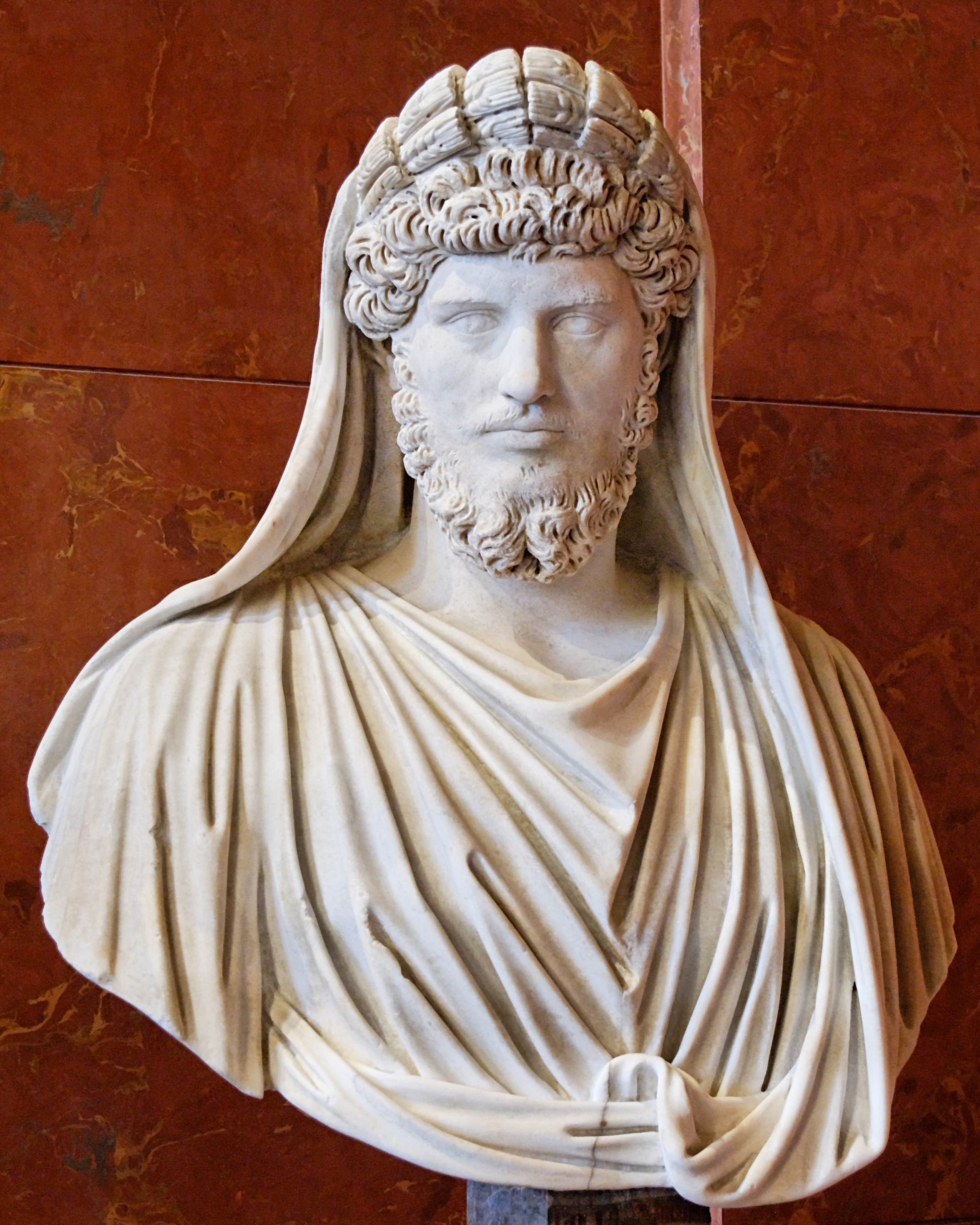
프라트레스 아르발레스 모습을 한 루키우스 베루스 황제 (서기 160년경)

프라트레스 아르발레스(Fratres Arvales, 밭의 형제들)는 풍년을 바라며 라레스를 비롯한 신들에게 매년 제물을 바치던 고대 로마 종교 사제단이다. 명각 자료들이 이들의 서약, 종교 의식, 제물 등에 대한 흔적을 전한다.

## 기원
로마 전설에서는 이 사제단이 보모였던 아카 라우렌티나의 죽은 아들의 빈 자리를 대신했던 로마의 초대 왕 로물루스가 조직했다고 하며, 그는 라우렌티나의 남은 아들 11명과 함께 사제단을 만들었다고 한다. 이들은 또한 기원적으로 사비니족의 사제단인 '소달레스 티티'와 연관성이 있었으며 사비니족의 사제단은 아마 사비니인들 사이에서 아르발레스와 기원적으로 동일했을 것이다. 따라서, 아르발레스는 로마 건설 이전에 존재했을 것으로 추론될 수 있다. 후대까지 전해진, 의식의 일부가 동반된 구두 형태의 노래 속에 사제단에 대한 고대 시대의 추가적 증거물이 있으며 현재까지 남아 있다. 사제단은 제정 시대까지 계속됐다.

## 구조와 의무
고고학자들이 비문들에서 한 때에 최대 아홉 명만이 기재된 것만을 찾았을 뿐이지만, 프라트레스 아르발레스는 사제 12명으로 구성됐다고 한다. 사제단의 구성원들은 종신직으로 임명되었고 망명 중에도 이 신분을 상실하지 않았다. 대 플리니우스에 의하면, 이들의 상징은 하얀색 띠가 있는, 곡물 다발로 만든 화관이었다고 한다 ('박물지' 18.2).
사제단은 레기아에서 집합하였다. 이들의 의무는 아마 마이아나 케레스의 양상을 띤 것으로 보이는 옛 풍요의 신 데아 리아에 대하여 종교 의식을 하는 것이었다. 5월에 열리는 데아 리아의 의례 3일 동안에, 이들은 재물을 바치고 성림 (lucus)에 있는 여신의 신전에서 비밀스럽게 '카르멘 아르발레'라고 하는 성가를 불렀다. 사제단의 단장(magister)은 밝혀지지 않은 방법을 통해 의례가 벌어지는 3일을 정하였다.
의례 첫날은 로마에서 시작되어, 둘째 날에는 도시 성벽 외곽의 성림으로 이동하고 삼 일째는 다시 도실 돌아온다. 이들의 임무에는 속죄의 의식이나 또는 '암바르발리아' 같은 감사의 의식이 있었으며, 이 의식들은 로마시 경계에서 5마일 거리에 있는 캄파나 가도 또는 살라리아 가도 (오늘날 테베레강 오른쪼 강둑의 말리아나 베키아에 있는 몬테 델레 피케 언덕 지점)에서 치러졌다. 의식 전에, 희생물은 밭 주변을 세 차례나 돌며 이곳에서 농부 및 농가 노동자로 이뤄진 가무단이 춤을 추고 케레스에 대한 찬가를 부르며 또한 그녀에게 우유, 꿀, 포도주 등으로 된 헌주를 바쳤다.
의식 행위에 대한 고대적 특성들에는 철 사용 금지, olla terrea(굽지 않은 흙으로 만든 그릇), 은으로 만들고 풀 많은 진흙으로 장식된 데아 리아의 의식용 화덕 사용이 있었다.

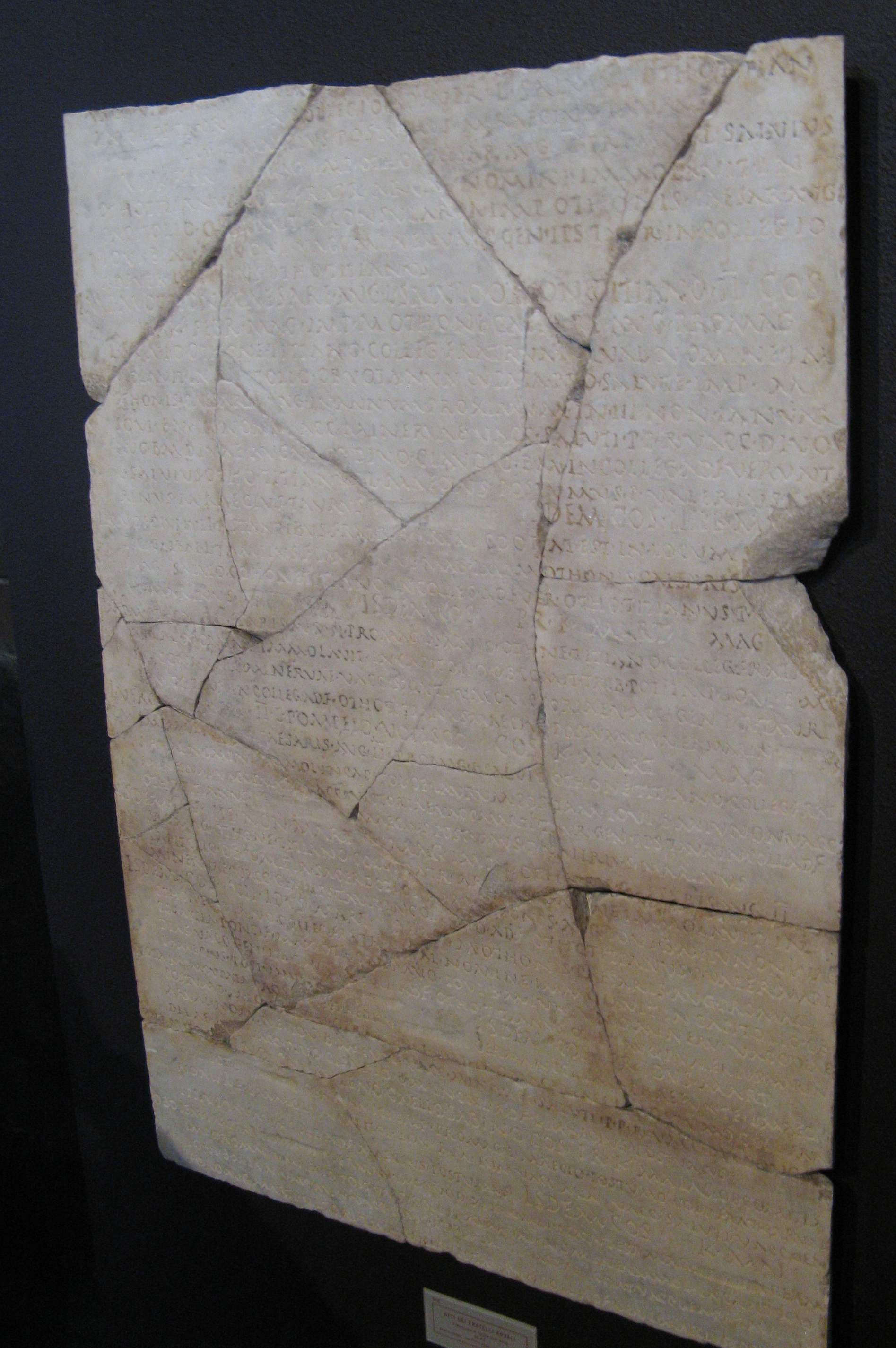
Acta Arvalium에 대한 1세기 비문

## 사제단 재건
프라트레스 아르발레스의 중요성은 공화정 기간에 명백히 줄어들었지만, 아우구스투스 황제가 자신의 권위를 신장시키기 위해 이들의 관습을 다시 되살렸다. 그의 재위 때 사제단은 8명으로 구성된 상시 인원을 포함하여, 사제단장 (magister), 부사제단장 (promagister), 사제 (플라멘), 법무관으로 이뤄졌으며, 다수의 종복들도 참여 했는데 특히나 부모가 모두 살아있는 원로원의원 아들들로 이뤄진 가무단 4명이 있었다. 사제단원들 각자는 곡식으로 된 화환을 쓰고, 하얀색 띠를 두르며 '토가 프라이텍스타'를 입었다. 구성원 선출은 4년마다 선출되는 단장과, 사제를 통해서 호선으로 선발됐다.
아우구스투스 이후로 황제들과 원로원 의원들은 행사들에 자주 다녔다. 최소한 마르쿠스 아우렐리우스와 엘라가발루스 황제는 사제단의 단원으로 공식적으로 받아들여졌다. 사제단의 의식에 대하여 최초의 전체 묘사 역시도 이때 이뤄졌다.
사제단원들이 항상 뛰어난 사람들이었고, 그들의 의무가 높은 존경을 받았다는 점은 분명하다. 키케로나 리비우스 같은 인물들의 저작물에 이들에 대한 언급은 없고, 사제단에 대한 기록상의 암시들도 아주 드물다. 다른 한편으로, 이들이 석문에 직접 새긴 장문의 기록물들은 존재한다. 16세기에 시작되어 19세기까지 계속된 데아 리아 성림 지역 내 발굴에서 서기 14년부터 241년까지의 기록물들 96개를 찾아냈다. 프라트레스 아르발레스에 대한 마지막 명각 자료 '(악타 아르발리아)'는 서기 325년경으로 거슬러 올라간다. 사제단은 서기 400년 쯤에 로마의 다른 전통 사제단들과 함께 폐지되었다.

## 참고 문헌
- Piganiol, André. Observations sur le rituel le plus récent des frères Arvales. In: Comptes rendus des séances de l'Académie des Inscriptions et Belles-Lettres, 90e année, N. 2, 1946. pp. 241–251. [DOI: https://doi.org/10.3406/crai.1946.77986]; www.persee.fr/doc/crai_0065-0536_1946_num_90_2_77986